# Sito storico nazionale di San Juan
Il sito storico nazionale di San Juan si trova a San Juan, in Porto Rico. Comprende fortini dell'era coloniale, bastioni, polveriere e tre quarti delle vecchie mura cittadine.

## Attrazioni

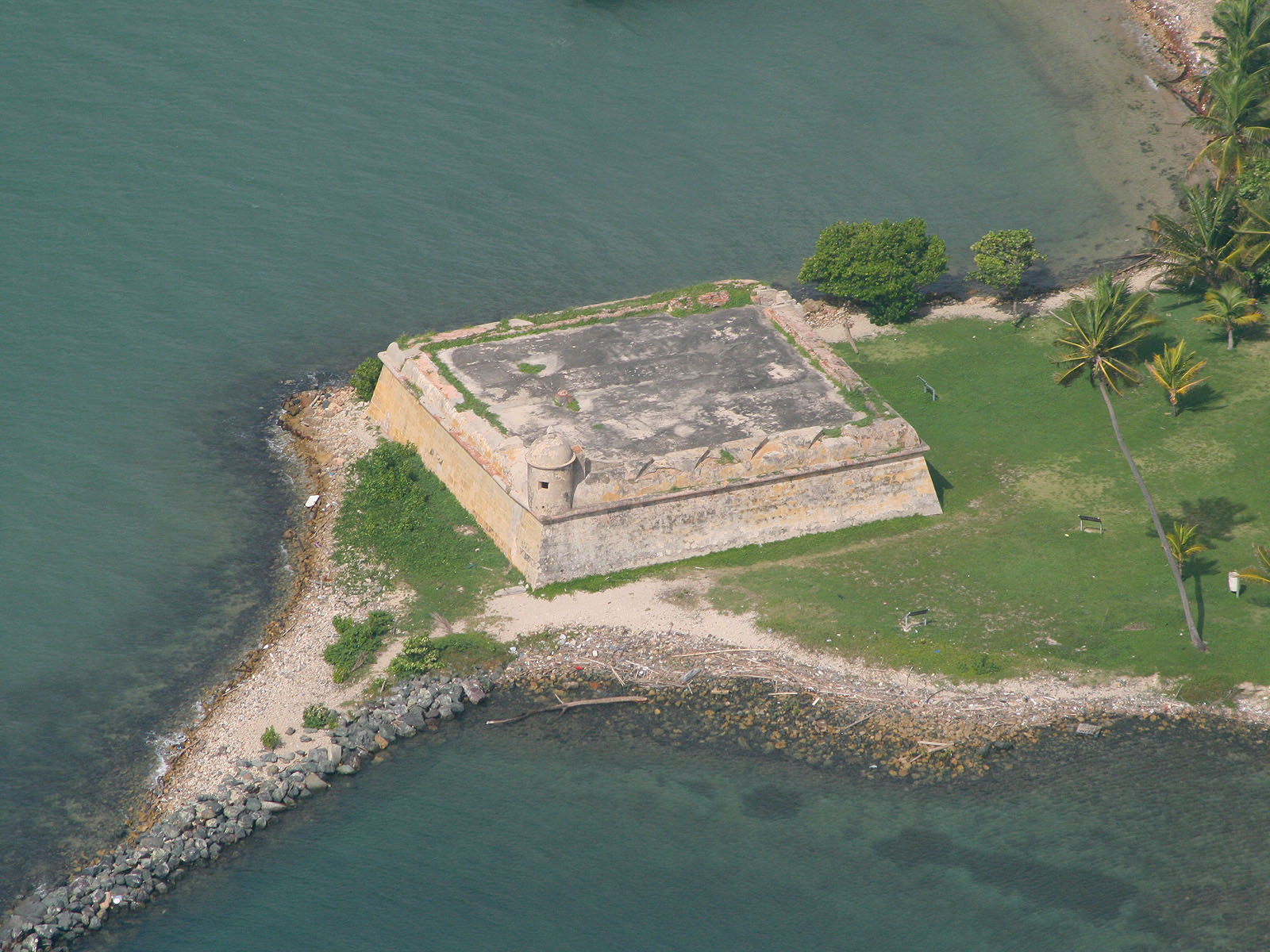
El Cañuelo visto dall'alto

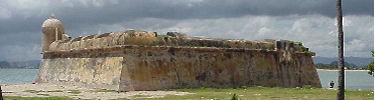
El Cañuelo

Il sito comprende quattro attrazioni:
- Forte San Felipe del Morro
- Forte San Cristóbal
- El Cañuelo (Forte San Juan de la Cruz)
- Mura della Vecchia San Juan

## Storia
Il sito venne inaugurato il 14 febbraio 1949, e venne sottolineata la necessità di proteggerne le fortificazioni per il loro interesse storico ed architetturale. Venne inserito tra nel National Register of Historic Places il 15 ottobre 1966.
Il 6 dicembre 1983 il parco venne aggiunto ai Patrimoni dell'umanità. È uno dei dodici parchi nazionali statunitensi ad aver ricevuto questo onore.